# Демьяново (Великоустюгский район)
Демьяново — деревня в Великоустюгском районе Вологодской области.
Входит в состав Юдинского сельского поселения, с точки зрения административно-территориального деления — в Юдинский сельсовет.
Расстояние по автодороге до районного центра Великого Устюга — 12 км, до центра муниципального образования Юдино — 10 км. Ближайшие населённые пункты — Бобровниково, Запань Бобровниково, Колпаково, Соколово.
По переписи 2002 года население — 36 человек (19 мужчин, 17 женщин). Всё население — русские.